# محوطه که لح لی
محوطه که لح لی مربوط به دوران‌های تاریخی پس از اسلام است و در شهرستان هشترود، بخش مرکزی، روستای باشماق واقع شده و این اثر در تاریخ ۱۱ مرداد ۱۳۸۴ با شمارهٔ ثبت ۱۲۶۴۰ به‌عنوان یکی از آثار ملی ایران به ثبت رسیده است.